# 卧牛河 (逊毕拉河)
卧牛河，位于中华人民共和国黑龙江省西北部，是逊毕拉河左岸支流，上游称额雨尔河，发源于爱辉区南部二站乡小兴安岭西坡的石古山和库纳山山脚下，蜿蜒向东南流经二站乡、孙吴县卧牛河乡等地，于孙吴县腰屯乡卧牛河村南1千米处汇入逊毕拉河。河长98千米，河道比降1.0‰，流域面1075平方千米，河流弯曲系数1.25，河宽5～50米。年均径流量2.18亿立方米。卧牛河中上游森林茂密，下游多为低山河冲积平原，是孙吴县的主要产粮区。